# Amadou Alimi
Amadou Alimi är en friidrottare från Benin. Han deltog vid olympiska sommarspelen 1980.